# Joseph-Antoine Poniatowski
Ne doit pas être confondu avec Joseph Poniatowski.
Joseph Antoine Poniatowski (en polonais : Józef Antoni Poniatowski), né le 7 mai 1763 à Vienne dans l'archiduché d'Autriche et mort noyé le 19 octobre 1813 près de Leipzig dans le royaume de Saxe, est un prince, militaire et homme d'État polonais de la fin du XVIIIe siècle et du début du XIXe siècle. 
Neveu du roi de Pologne Stanislas Auguste Poniatowski et prince du Saint-Empire romain germanique par sa naissance, il intègre l'armée autrichienne où il sert jusqu'au grade de lieutenant-colonel. Rejoignant la Pologne en 1789, il prend le commandement des troupes polonaises en Ukraine lors de la guerre russo-polonaise de 1792. En 1794, il rejoint l'insurrection de Kościuszko puis, après l'échec de cette révolte, se retire sur ses terres.
Au cours du Premier Empire, il se rallie à Napoléon Ier qui le nomme ministre de la Guerre du duché de Varsovie et généralissime des Polonais. Outre une réorganisation profonde de l'armée, Poniatowski participe aux guerres napoléoniennes. Ayant combattu les Autrichiens pendant la campagne de 1809, il s'illustre en Russie à la tête du 5e corps polonais de la Grande Armée, notamment aux batailles de la Moskova et de la Bérézina. Il se bat encore lors de la campagne d'Allemagne de 1813. 
En récompense de ses faits d'armes et de sa fidélité, Napoléon l'élève à la dignité de maréchal d'Empire le 16 octobre 1813, au début de la bataille de Leipzig. Il est ainsi le seul général étranger à avoir reçu cet honneur. Trois jours plus tard, lors de la retraite française, il se noie en tentant de traverser l'Elster. Son corps n'est retrouvé que cinq jours après. À Sainte-Hélène, l'Empereur se souvient de son allié polonais : « le vrai roi de Pologne, c'était Poniatowski ; il en réunissait tous les titres et en avait tous les talents ».

## Biographie

### Jeunesse

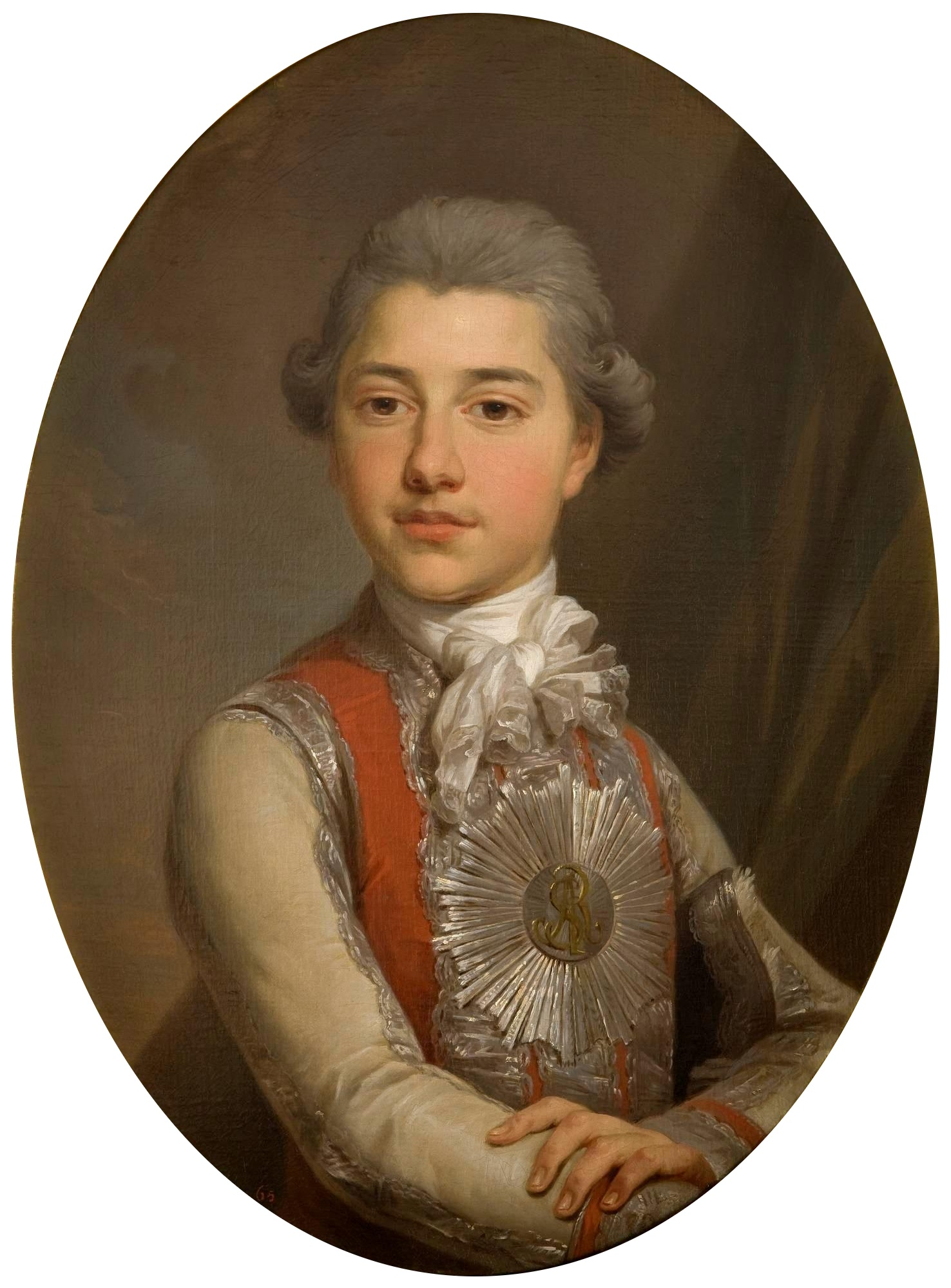
Portrait du jeune Joseph Poniatowski par Marcello Bacciarelli, vers 1778, musée national de Cracovie.

Joseph-Antoine Poniatowski naît le 7 mai 1763 au palais Kinsky de Vienne, dans l'archiduché d'Autriche, et est baptisé le jour même à la Schottenkirche, une église voisine. Il est le fils d'André Poniatowski (1734-1773), frère du roi de Pologne Stanislas Auguste Poniatowski, et de Thérèse-Hérulie Kinsky, fille du comte Léopold Kinsky, peu fortunée mais fort en honneur à la cour des Habsbourg. Nommé ambassadeur de Pologne auprès du gouvernement autrichien et déjà prince polonais depuis l’accession de son frère à la dignité royale, André Poniatowski est fait prince du Saint-Empire par l'empereur Joseph II,. 
Son fils Joseph n'a que 10 ans lorsque son père meurt à l'âge de 39 ans et est inhumé à Vienne dans les caveaux de la cathédrale Saint-Étienne. L'éducation du jeune prince se déroule alors sous la houlette de sa mère et surtout de son oncle, le roi Stanislas Auguste, qui lui voue une grande affection. Selon l'historien Szymon Askenazy, « le roi le poussait, l'encourageait, exigeait qu'on lui rendît un compte exact et minutieux de ses progrès, de ses bons points ou de ses manquements. Il l'exhortait à lui envoyer des notes sur ses lectures, particulièrement en ce qui concerne l'art militaire ou l'histoire ». Ses maîtres sont Koenigsfeld pour l'équitation et les exercices physiques, Hennequin pour la théorie et Plunkett pour les aspects militaires. Sous l'influence de Stanislas, le jeune Joseph nourrit très vite une conception du dévouement à sa patrie d'origine, la Pologne, et le sentiment d'être un sujet polonais à part entière.

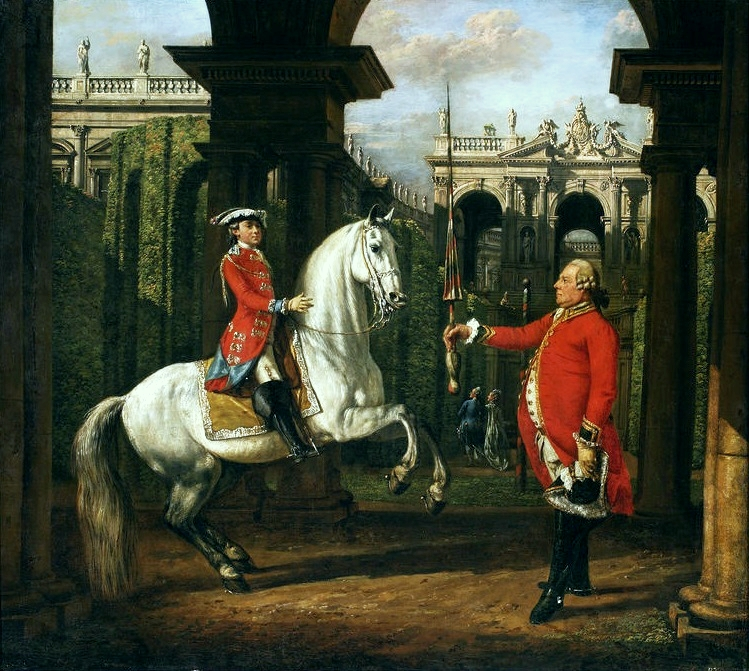
Le colonel Königfels apprenant au prince Poniatowski à monter à cheval, huile sur toile de Bernardo Bellotto, 1773, musée national de Varsovie.

En 1777, encore adolescent, il est présenté à l'empereur Joseph II, venu assister à Prague à des manœuvres militaires. Au cours des deux années suivantes, il se mêle aux mondanités de Varsovie et se rend également en Lituanie pour se familiariser avec la gestion des domaines de son défunt père. En février 1780, il est affecté avec le grade de sous-lieutenant au 2e régiment de carabiniers cantonné en Bohême, dont le commandant honoraire est l'archiduc François (plus tard l'empereur François Ier, futur beau-père de Napoléon). Quelques mois plus tard, le roi polonais Stanislas désigne son neveu pour le représenter aux obsèques de l'impératrice Marie-Thérèse : pour la première fois, le prince est investi d’une mission officielle à la cour de Vienne.
Son ascension militaire, quant à elle, est rapide : chef d'escadron en second en septembre 1781, il est nommé chef d'escadron titulaire en janvier 1782 puis major en septembre 1784, grade avec lequel il prend la tête d'une unité de uhlans galiciens à la fin de l'année. Il passe ensuite au régiment de chevau-légers Levenehr dont il devient lieutenant-colonel en second en janvier 1783 puis lieutenant-colonel en premier en 1786, avant d'être transféré au prestigieux régiment de chevau-légers de l'empereur Joseph II (automne 1786). Il y fait la connaissance d'un officier à la réputation déjà bien établie, le capitaine Karl Mack, qui devient à la fois son ami et son mentor. En 1787, alors qu'il accompagne Stanislas Auguste à Kaniv en vue d'un entretien avec la tsarine Catherine II, il est envoyé au-devant de cette dernière à Kiev et fait bonne impression auprès de la souveraine ; c'est à cette occasion qu'il se lie d'amitié avec le jeune prince Charles de Ligne, fils du célèbre général et homme de lettres, en compagnie de qui il fréquente à Vienne le cercle des « Indissolubles », composé de jeunes gens de la haute société viennoise.

### Premiers combats contre les Ottomans et en faveur de l'indépendance polonaise

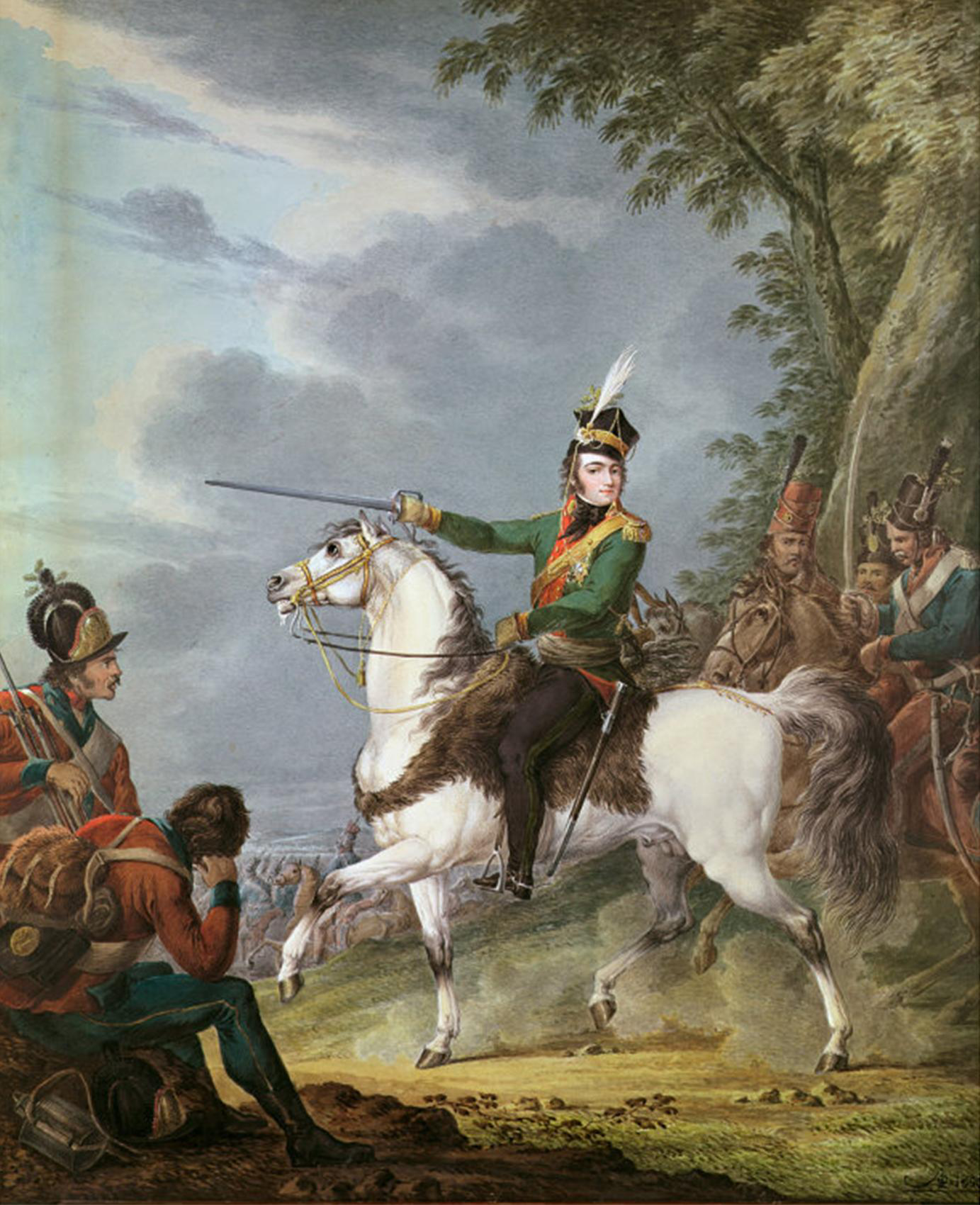
Le prince Poniatowski dans les années 1790, par Aleksander Orłowski.

Peu avant l'entrée en guerre de l'Autriche contre l'Empire ottoman en 1788, Poniatowski est affecté à l'état-major de Joseph II en qualité d'aide de camp. Il participe activement aux combats et se distingue le 24 avril à la prise de Šabac où il est grièvement blessé à la cuisse. C'est au cours de cette campagne qu'il fait la connaissance d'un jeune officier autrichien, le prince Charles Philippe de Schwarzenberg, son futur allié puis adversaire des champs de bataille napoléoniens. En récompense de ses services, il est promu colonel en second des chevau-légers de l'empereur Joseph au mois de novembre.
En août 1789, il quitte l'armée autrichienne pour rejoindre son oncle à Varsovie et intègre l'armée polonaise avec le grade de général-major, qui lui est décerné le 3 octobre. Il intègre de plus une commission chargée de la mise en place des règlements militaires, ce qui ne l'empêche pas de continuer à mener grand train dans la capitale polonaise. Au printemps 1790, il prend le commandement de la division de Kiev, en Ukraine, et se consacre avec vigueur à la remise en état de son armée en dépit de ses lacunes en matière de commandement ; il a la chance d'être secondé dans sa tâche par Tadeusz Kościuszko, un subordonné de talent avec lequel il entretient de bonnes relations. Il regagne Varsovie à l'automne et assiste au vote de la Constitution du 3 mai 1791, qui consomme la rupture entre les Polonais et la Russie de Catherine II. Il regagne ensuite son poste en juillet suivant et poursuit l'entraînement de ses troupes qui, en partie grâce à Kościuszko, ont effectué de sensibles progrès, avant de revenir dans la capitale en novembre peu après la naissance de son fils, fruit de sa liaison avec une actrice française. 
Au printemps 1792, Poniatowski est promu général de division. Le 18 mai de la même année, sans déclaration de guerre, plus de 97 000 soldats russes franchissent la frontière polonaise et attaquent les forces de Pologne-Lituanie, fidèles au roi Stanislas Auguste et à la Grande Diète (Sejm Wielki), qui défendent la Constitution du 3 mai 1791. Handicapé par de multiples carences logistiques et disposant d'effectifs bien inférieurs à ceux de ses adversaires — environ 20 000 hommes —, le prince est contraint de battre continuellement en retraite, d'abord en direction de Lubar où il arrive début juin avec une armée réduite à 14 000 hommes. Alors qu'il se trouve dans une situation stratégique délicate, son aile gauche menaçant d'être tournée, il se replie ensuite vers Zasław mais, le 18 juin, ses troupes font volte-face et infligent une défaite au corps russe du général Morkov lors de la bataille de Zieleńce. Poniatowski s'expose personnellement durant le combat en galvanisant un bataillon malmené par le feu russe. Cette victoire demeure toutefois sans lendemain, le prince n'ayant pas su l'exploiter. Le roi Stanislas Auguste ne l'en qualifie pas moins de « première bataille que les Polonais eussent gagnée, à eux seuls, depuis le roi Jean Sobieski ».

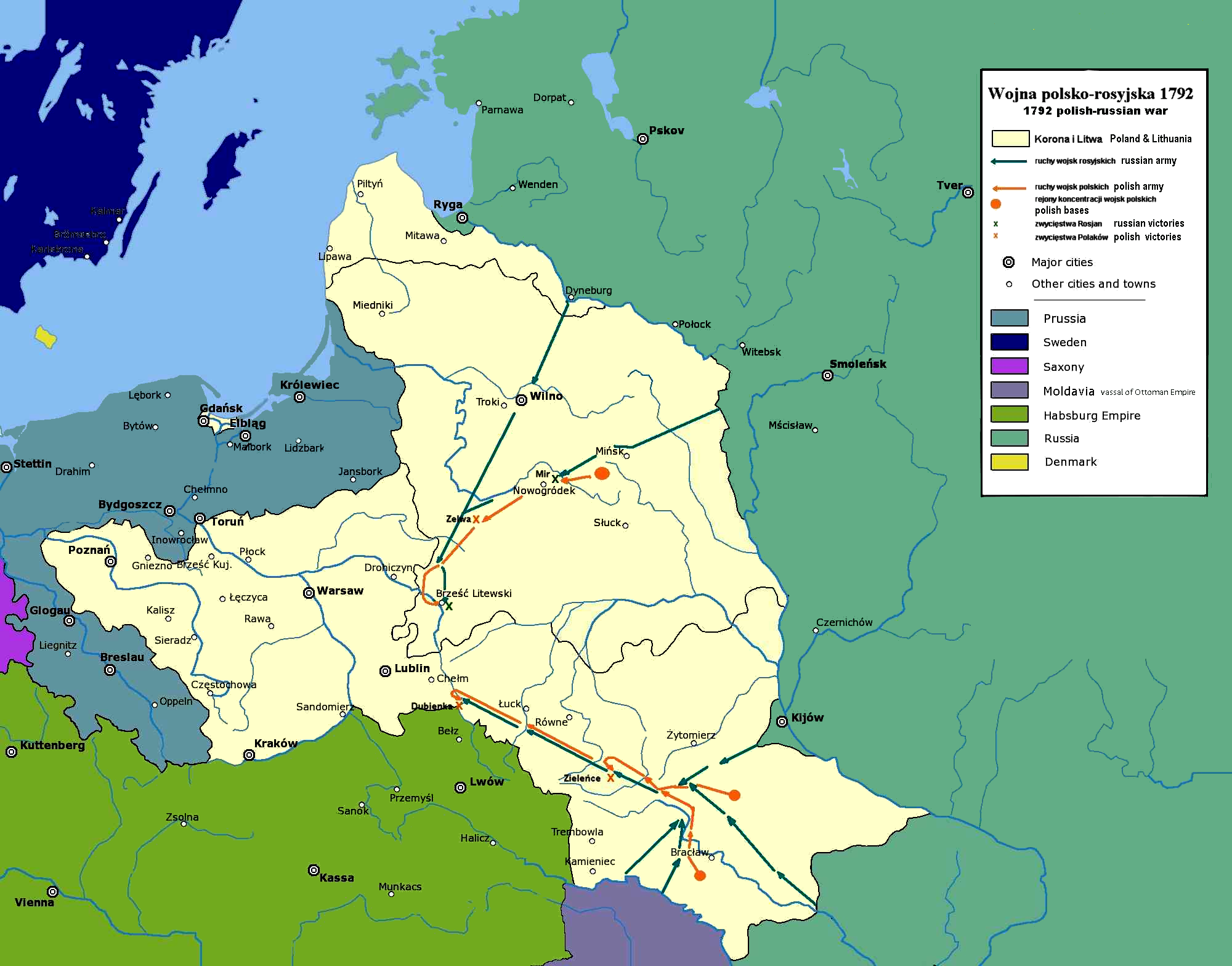
Carte de la guerre russo-polonaise de 1792 avec, au sud, le secteur d'opérations de Poniatowski.

Malgré cet échec, les forces russes continuent leur progression. L'armée de Poniatowski se replie en bon ordre sur la rivière Boug où, le 18 juillet, les unités de Kościuszko résistent avec habileté à une armée russe quatre à cinq fois plus puissante au cours de la bataille de Dubienka,. Les Polonais ne peuvent cependant se maintenir sur la ligne du Boug et Poniatowski organise la retraite sur Chełm puis Lublin. Il apprend dans cette ville — de la princesse Izabela Czartoryska — la capitulation de Stanislas Auguste qui a décidé de rallier la confédération de Targowica, favorable à Catherine II. Dans une lettre adressée à Poniatowski, le monarque confirme la rumeur et ordonne à son neveu de suspendre immédiatement les hostilités. Le dernier affrontement de la guerre se déroule le 26 juillet à Markuszów et voit une attaque russe repoussée par la cavalerie polonaise sous les ordres directs de Poniatowski.

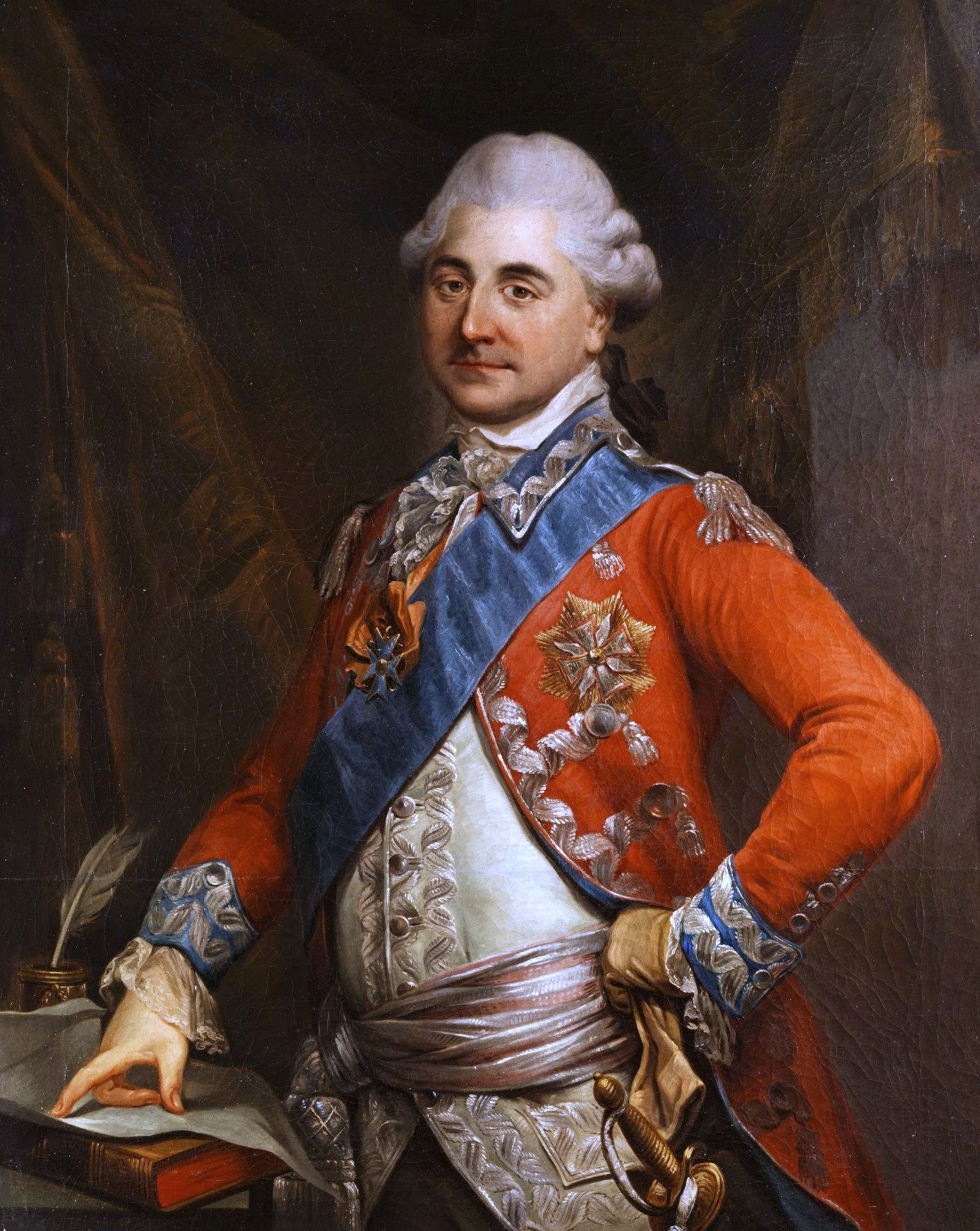
Le roi de Pologne Stanislas Auguste, oncle de Poniatowski (huile sur toile de Marcello Bacciarelli, 1786, galerie d'art de Lviv).

Indigné par la reddition de Stanislas, un groupe d'officiers échafaude un projet d'enlèvement du roi afin de le contraindre à poursuivre la lutte contre les Russes. Poniatowski, en sa qualité de chef de l'armée, soutient initialement cette option, mais il finit par y renoncer après de nombreuses hésitations. Bien décidé malgré tout à marquer avec éclat son opposition à l'attitude de Stanislas, il remet sa démission à ce dernier le 30 juillet, imité en cela par bon nombre de généraux. Le prince séjourne alors quelques semaines à Varsovie pour y superviser la dissolution de ses troupes, suscitant l'enthousiasme lors de ses apparitions en public. Sa popularité irrite fortement le roi qui saisit le prétexte d'une circulaire adressée par Poniatowski à ses soldats, dans laquelle celui-ci laisse transparaître clairement son désir de revanche sur la Russie, pour l'éloigner de la capitale. 
D'abord réfugié à Lwów, Poniatowski s'installe à Vienne au mois d'octobre et continue d'arborer en public la croix de Virtuti Militari, malgré l'interdiction dont cet insigne fait l'objet. Il refuse également de prêter serment à la confédération de Targowica et provoque en duel Félix Potocki, un des représentants de cette assemblée. Les autorités russes procèdent en rétorsion à la confiscation de ses biens. Le prince mène cependant toujours grand train grâce aux subsides versés plus ou moins de bon cœur par Stanislas. En juillet 1793, cédant aux récriminations de Saint-Pétersbourg qui estime que sa présence à Vienne constitue un danger potentiel, il part rejoindre sa sœur à Bruxelles. Au cours de ce séjour, il s'éprend d'une comtesse française, Henriette de Vauban, plus âgée que lui d'une dizaine d'années.

### Insurrection de Kościuszko et échec de la révolte
Poniatowski met à profit sa période d'exil pour rédiger ses souvenirs sur la dernière guerre russo-polonaise. Toutefois, bien que conservant un certain crédit auprès des émigrés polonais, il est tenu dans l'ignorance des préparatifs d'une nouvelle insurrection qui s'organise cette fois sous l'égide de Kościuszko. Lorsque le soulèvement éclate au printemps 1794, le prince est ainsi mis devant le fait accompli. Quoique sceptique sur les chances de succès des insurgés et dérouté par la dimension populaire de la révolte, il rejoint l'insurrection et rencontre Kościuszko à la fin du mois de mai 1794. Ce dernier l'accueille sans chaleur mais lui offre un commandement que Poniatowski refuse pour se rendre auprès de Stanislas, demeuré à Varsovie. Il se bat ensuite comme simple volontaire au sein de la division du général Mokronowski et prend part au succès remporté par les Polonais sur les Prussiens à Błonie, en juillet, puis au repli sur la capitale. 
Dans un contexte de diffusion intense des idées jacobines, la présence du prince à l'armée alimente toutefois les critiques envers sa personne et son rang qui le font soupçonner d'être hostile à l'insurrection et à son meneur, Kościuszko, qui lui accorde néanmoins sa confiance,. En août, Poniatowski remplace Mokronowski à la tête de sa division et se voit confier la défense du secteur entre Powonski et Młociny. Dans cette position, il repousse dans un premier temps les avant-postes prussiens avant de subir un échec, à la mi-août, lors d'une attaque nocturne de ses adversaires qui s'emparent de huit pièces d'artillerie. Poniatowski, qui a été contusionné et a perdu un cheval tué sous lui au cours de l'affrontement, remet dans la foulée son commandement au général Dombrowski. Il se contente par la suite d'effectuer des missions de reconnaissance pendant le mois de septembre et, en octobre, dirige un corps d'environ 2 500 hommes chargé de maintenir la liaison avec le corps de Dombrowski du côté de la Bzura, sans grand succès,. Quelques semaines plus tard, l'insurrection est écrasée par les troupes russes de Souvorov et le contingent de Poniatowski dissous avec le reste des forces polonaises.  
Après l'échec de l'insurrection, le prince demeure un temps à Varsovie, refusant avec obstination de rejoindre Stanislas à Grodno, mais les récriminations de représentants de l'administration russe qui l'accusent « de se promener dans Varsovie, sans décorations, en vieux manteau de révolutionnaire, de fréquenter et d'entretenir une foule d'officiers de l'armée polonaise supprimée » le forcent à prendre la route de Vienne en avril 1795. Il reste dans cette ville jusqu'en 1798, en proie à des difficultés matérielles et financières, malgré l'octroi par le nouveau tsar Paul Ier de terres lituaniennes dont Poniatowski se sépare très vite pour ne pas se trouver en situation de dépendance à l'égard de l'Empire russe. Arguant de son état de santé et de sa volonté de ne servir aucune puissance étrangère, il décline également l'offre du tsar d'exercer le commandement effectif du régiment de cuirassiers de Kazan avec le grade de lieutenant-général de cavalerie. Au printemps 1798, le prince se rend néanmoins à Saint-Pétersbourg à la suite de la mort de son oncle, l'ancien roi Stanislas Auguste, pour y régler la succession de ce dernier et prêter serment de fidélité au tsar. 
Après plusieurs mois passés dans la capitale russe, Poniatowski regagne Varsovie où il s'installe au palais Pod Blacha en compagnie d'Henriette de Vauban. Il offre à cette époque l'hospitalité au comte de Provence, héritier du trône de France, et à son entourage, expulsés de Russie par Paul Ier, dans son palais Łazienki. À Pod Blacha, sa vie est régentée par la comtesse de Vauban qui ferme les yeux sur les liaisons amoureuses du prince mais veille à ce qu'aucune autre femme ne forme avec lui un projet de mariage susceptible de compromettre sa position. Multipliant les réceptions et les loisirs tels que la chasse, la pêche ou les jeux d'argent, Poniatowski dépense sans compter et, accaparé par ses distractions, semble indifférent à toute activité intellectuelle. Son existence mondaine n'est cependant pas exempte de tracasseries, liées notamment à la liquidation de l'héritage de son oncle ; assailli par les créanciers, il est en outre durement éreinté dans les relations des récentes insurrections polonaises écrites par d'anciens généraux hostiles au prince, comme Dombrowski ou Zajączek, auxquels il songe un moment à répondre avant d'y renoncer par crainte de raviver les critiques dirigées contre Stanislas Auguste.
Il vit retiré jusqu'en 1806, date à laquelle il est nommé gouverneur de Varsovie par Frédéric-Guillaume III de Prusse.

### Ralliement à Napoléon

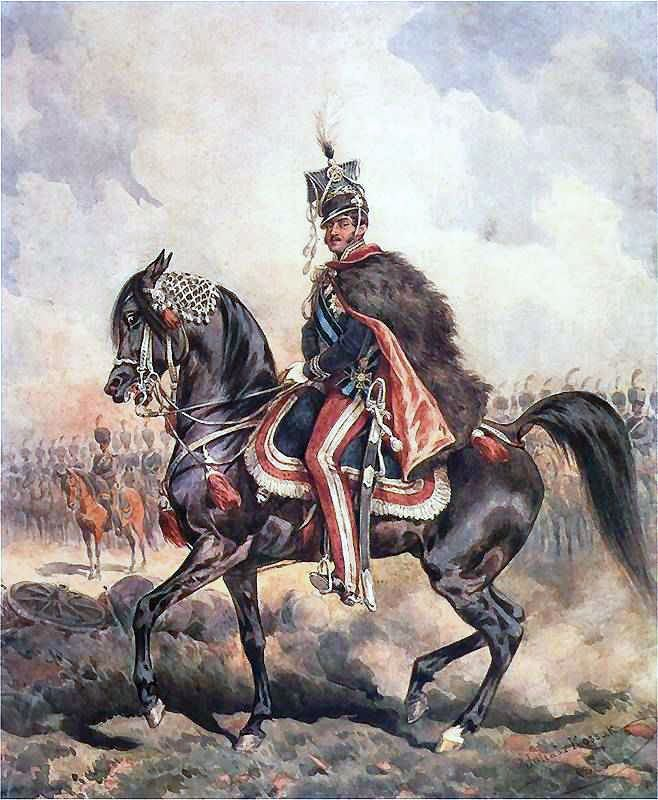
Le maréchal Joseph Poniatowski à cheval (huile sur toile de Juliusz Kossak, 1897).

À l'arrivée de Napoléon, et avec la formation du gouvernement provisoire du duché de Varsovie, Poniatowski se rallie à l'Empire, pensant que cela est la seule chance pour la Pologne de retrouver son indépendance et son territoire. Il est fait ministre de la Guerre du duché et généralissime. 
Dans le cadre de ses fonctions, il est chargé de créer de toutes pièces une armée polonaise de 30 000 hommes organisée en trois légions et introduit de nombreuses dispositions militaires héritées des Français ; il conserve néanmoins en partie l'ancien règlement polonais tout en obtenant le maintien des couleurs traditionnelles de sa patrie. La mise en place de ces réformes n'est pas sans susciter des heurts fréquents avec le gouvernement provisoire et pâtit, en outre, des initiatives personnelles des nobles polonais désireux d'équiper à leurs frais leur propre corps de troupes, ce qui entraîne une dispersion hiérarchique ainsi qu'une moindre efficacité du recrutement au sein de l'armée dite « régulière ». 
Les difficultés rencontrées par le prince n'ont pas échappé à Napoléon qui adresse à Poniatowski de sévères remontrances et n'hésite pas à court-circuiter le ministre en ordonnant unilatéralement la création d'un régiment de cavalerie polonaise au sein de la Garde impériale ou celle d'un corps d'observation confié au général Zajączek et placé sous tutelle française. Vivement contesté en interne, Poniatowski est tout proche de perdre son siège à la commission provisoire au profit de Dombrowski, mais l'Empereur, sur les instances de Murat et de Talleyrand, renouvelle finalement sa confiance au prince en avril 1807.  
Il bénéficie, le 4 juin 1807, d'une dotation de 29 500 francs sur le duché. À la tête du ministère, il réorganise une nouvelle armée polonaise dont les effectifs passent de 30 000 hommes en 1807 à 56 000 en 1810. Nommé commandant en chef des forces polonaises sous l'autorité du maréchal Davout en octobre 1807, il instaure la conscription, introduit des méthodes inspirées de l'armée française, assure un meilleur encadrement de l'artillerie et du génie et théorise lui-même l'entraînement de la cavalerie polonaise. Malgré le manque de moyens financiers et la raréfaction des recrues, Poniatowski obtient des résultats jugés très satisfaisants par Napoléon et Davout. Il défend les frontières contre les Autrichiens pendant la guerre austro-polonaise de 1809, notamment lors de la bataille de Raszyn, au cours de laquelle il conduit en personne une contre-attaque à la baïonnette. Le succès de cette campagne renforce considérablement sa popularité.
La période est également marquée par de vives tensions avec la Russie d'Alexandre Ier qui, dans l'objectif de détourner la Pologne du régime napoléonien, tente de courtiser Poniatowski en vue d'un renversement d'alliance, ce que ce dernier refuse en bloc. Inquiet des préparatifs russes à proximité de la frontière polonaise, le général multiplie les rapports alarmants à l'intention de sa hiérarchie et en particulier de Napoléon. Celui-ci peine tout d'abord à croire en la véracité de ses propos avant de se rallier franchement à ses vues lors d'un entretien accordé au prince — venu spécialement de Varsovie pour l'occasion — à Saint-Cloud le 24 avril 1811.

### À la tête du5ecorps en Russie
En prévision de la campagne de Russie, Poniatowski reçoit le commandement du 5e corps d'armée, fort de trois divisions polonaises pour un effectif total de 36 000 hommes. À la fin du mois de juin, ses troupes atteignent la Lituanie, franchissent le Niémen à Grodno et se heurtent rapidement au corps russe du général Bagration. La conduite des opérations s'avère délicate pour le prince, tant du fait des nombreuses carences logistiques que de la présence, en qualité de supérieur hiérarchique, du roi Jérôme Bonaparte qui se révèle un piètre chef militaire. Napoléon lui-même formule quelques critiques à l'égard de Poniatowski mais lui confie néanmoins provisoirement toute l'aile droite française. 
Dans les derniers jours de juillet, le corps de Poniatowski fait son entrée dans Mohilev où il s'attarde deux semaines, alors que la situation devient préoccupante : le 5e corps n'aligne plus en effet que 23 000 hommes au mois d'août. Quittant Mohilev, le prince, dont l'autorité se trouve de nouveau réduite au seul 5e corps, traverse le Dniepr et fait sa jonction avec le gros des forces de Napoléon à hauteur de Smolensk, où une entrevue orageuse l'oppose à l'Empereur. Le 17 août, ses soldats sont fortement engagés dans l'assaut contre la ville, théâtre de combats acharnés qui coûtent environ 2 000 hommes au 5e corps. Poniatowski montre encore l'ampleur de son talent lors de la bataille de la Moskova. Au cours de la retraite, il est blessé au passage de la Bérézina.

### Dernière campagne et mort

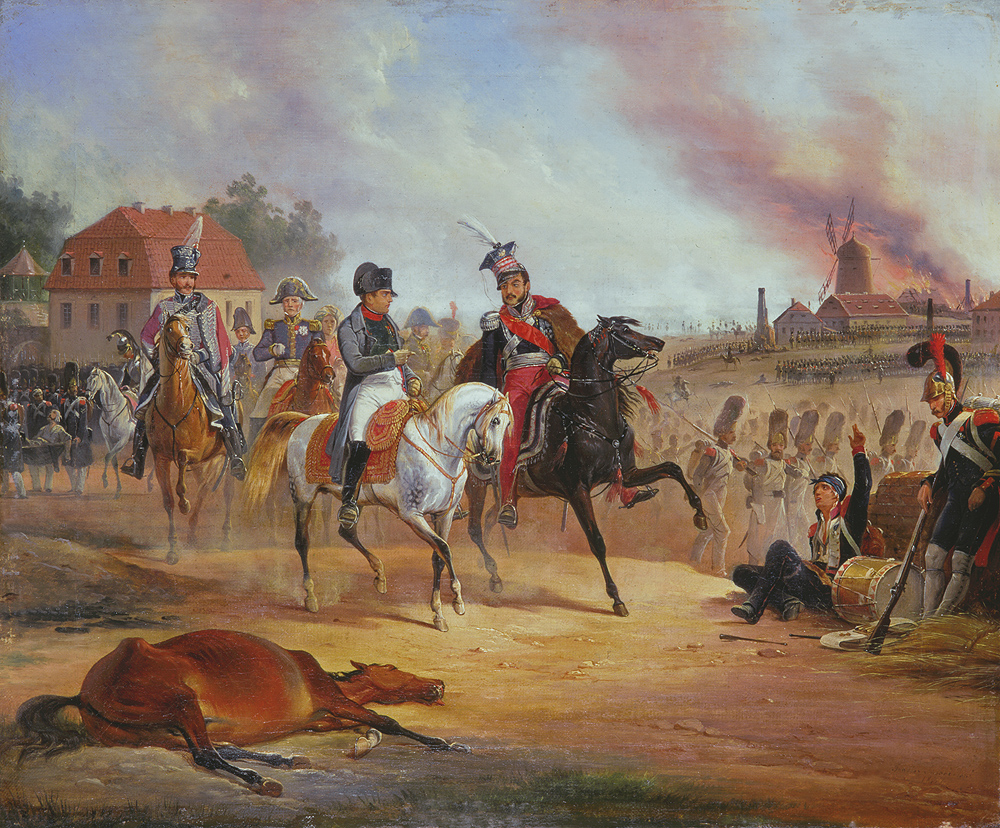
Napoléon et Joseph Poniatowski à la bataille de Leipzig, peinture de Janvier Suchodolski.

Il parvient à préserver un noyau d'armée polonaise lors de la retraite du Niémen à l'Oder. 
Après le désastre de Russie, Poniatowski doit évacuer Varsovie et se replier à Cracovie, l'ancienne capitale polonaise, où il s'attelle pendant plusieurs jours à réorganiser ses troupes. La menace de nombreux contingents russes et prussiens le décide cependant à abandonner cette ville pour faire sa jonction avec le gros des forces de l'Empereur, qui se bat alors plus à l'ouest. Dans ce contexte difficile, le maintien de l'alliance avec la France pose un véritable cas de conscience à Poniatowski : bien que se refusant à toute négociation avec le tsar, il est confronté aux multiples défections d'officiers et de généraux polonais ainsi qu'aux pressions de son entourage — à l'exemple de la comtesse de Vauban — qui le conjure d'abandonner la cause de Napoléon. Après une période de réflexion éprouvante, au cours de laquelle le prince songe un temps au suicide, Poniatowski choisit en définitive de demeurer aux côtés de l'empereur français. À la mi-juin 1813, lui et ses hommes retrouvent Napoléon à Dresde, où ils deviennent le 8e corps de la Grande Armée.
Poniatowski remporte les batailles de Löbau, Altenbourg et Penig. Sa conduite à la bataille de Wachau lui vaut le bâton de maréchal d'Empire, le 16 octobre 1813. C'est la seule et unique fois où cette dignité est attribuée à un général étranger. Il meurt, noyé, trois jours plus tard lors de la retraite suivant la bataille de Leipzig,, en essayant de passer l'Elster Blanche à cheval pour ne pas être pris par les alliés. Apprenant sa mort, Napoléon écrit à la sœur de Poniatowski, Marie-Thérèse : « la perte que nous avons faite est bien grande. Le prince Poniatowski est mort glorieusement après m'avoir rendu de grands services […] ».
Le corps de Poniatowski, retrouvé seulement le 24, est embaumé et porté par ses compagnons d'armes à Varsovie, puis, de là, à Cracovie, à la nécropole royale et au panthéon national de Wawel, où il repose à côté de Jean III Sobieski et de Tadeusz Kościuszko. À ses funérailles à Leipzig, les vainqueurs et les vaincus réunis y représentent l'Europe entière.

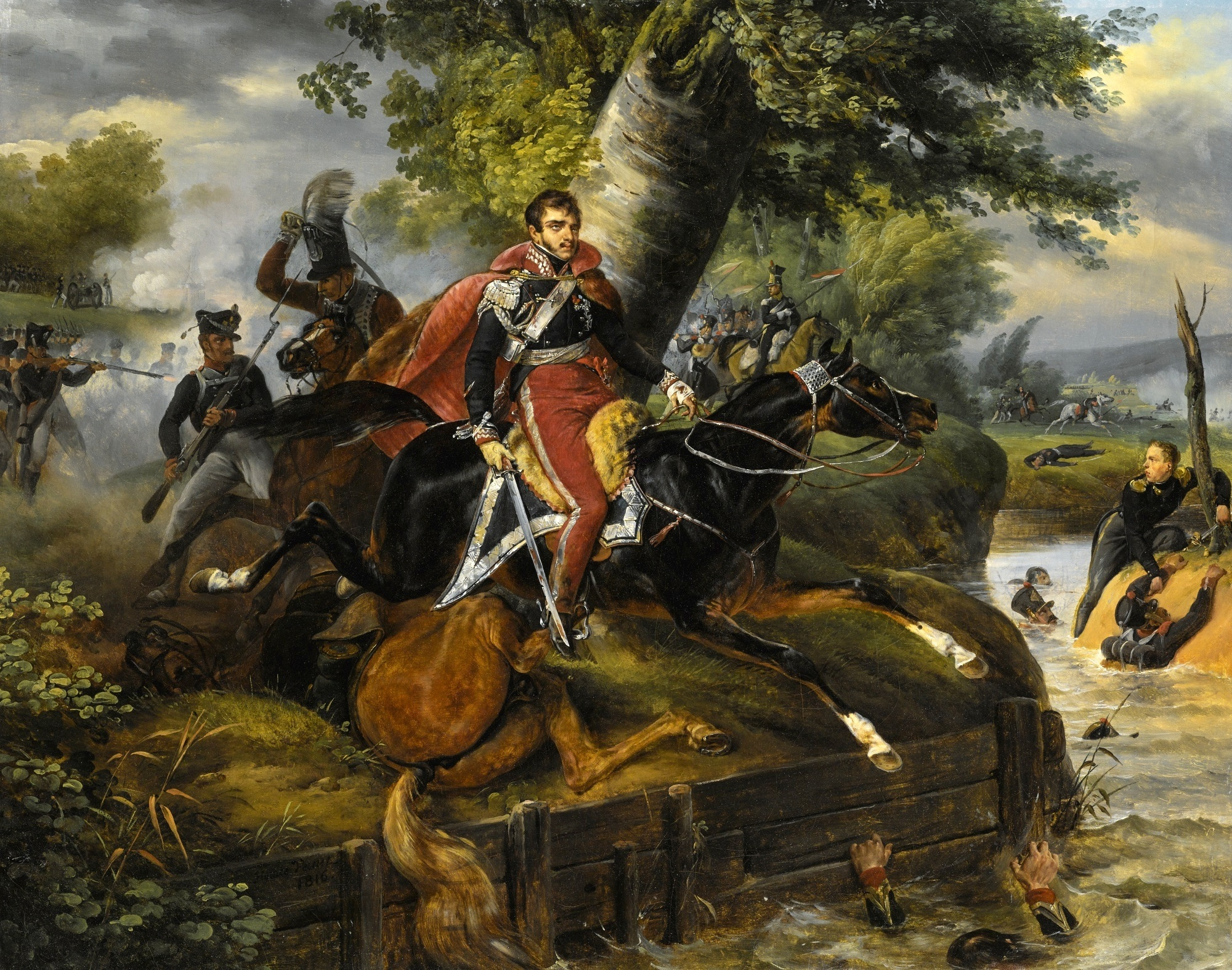
Mort du prince Poniatowski le 19 octobre 1813, Horace Vernet, 1816
Collection privée, vente 2017.

## Postérité
« Le vrai roi de Pologne, disait Napoléon, en entendant passer en revue les rois auxquels on l'avait crue destinée, le vrai roi de Pologne, c'était Poniatowski ; il en réunissait tous les titres et en avait tous les talents. Après avoir prononcé ces mots, Napoléon s'est tu. »

— Emmanuel de Las Cases, Le Mémorial de Sainte-Hélène.

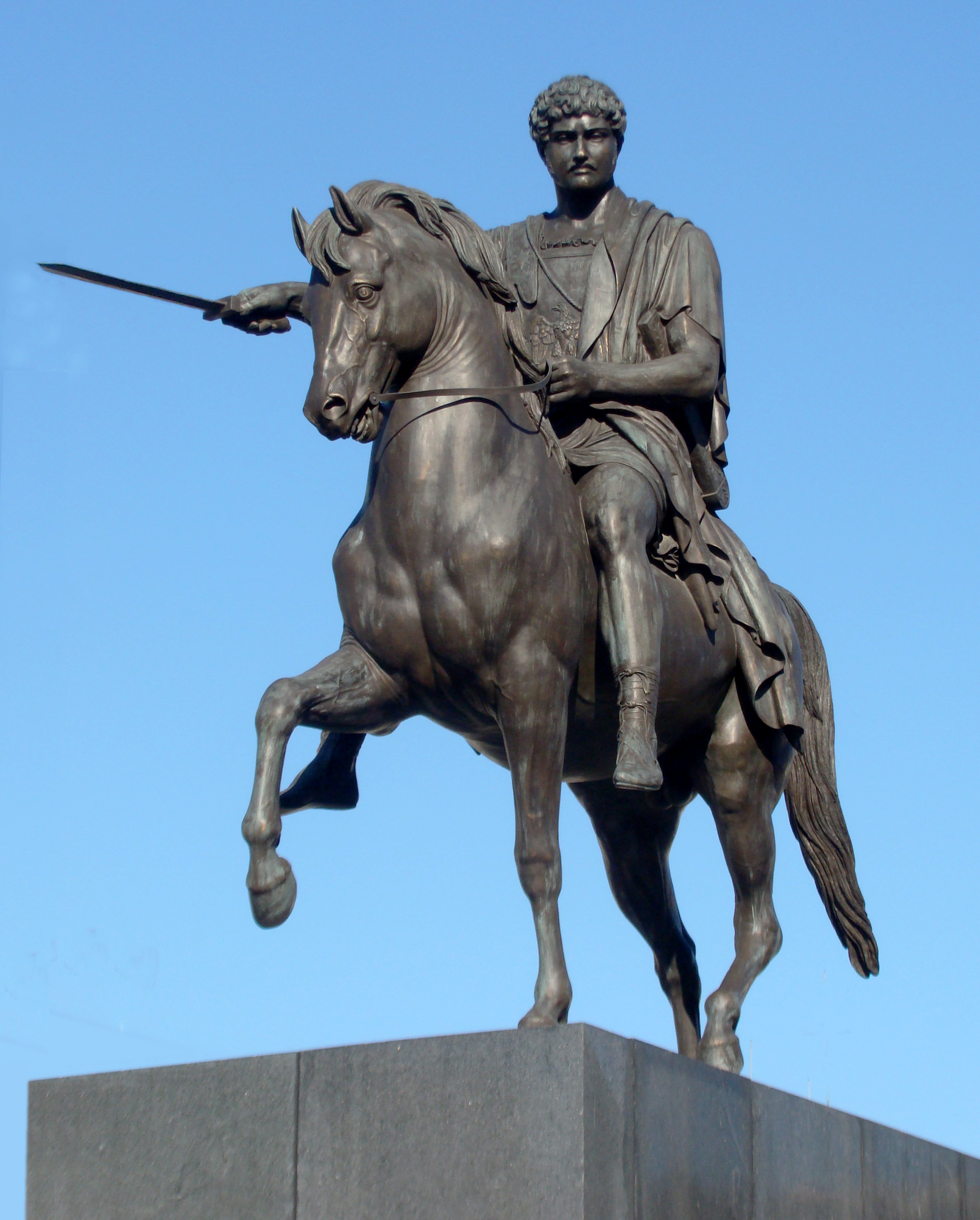
Monument au prince Joseph Poniatowski à Varsovie, œuvre du sculpteur danois Bertel Thorvaldsen.

L'historien polonais Szymon Askenazy dresse du prince le portrait suivant : « admirablement bâti, sanguin, vif, carré de manières et souvent d'une exubérante gaieté, il avait, malgré les apparences, un fond de sensitif et de nerveux. Son tempérament impressionnable à l'excès, porté à compliquer les choses et à les voir en noir, ses accès de mélancolie, l'exposaient fréquemment à ces dépressions morales qui anéantissent la pensée et la volonté ». Ce trait de caractère ressort particulièrement à l'occasion de la campagne de 1813 : tiraillé par un environnement politique changeant et par sa volonté de rester fidèle à la cause polonaise ainsi qu'à celle de Napoléon, Poniatowski songe un moment au suicide. Oleg Sokolov voit en lui un « guerrier honnête et loyal » ainsi qu'un « authentique chevalier » ; Napoléon lui-même, d'abord sévère à son égard en le qualifiant d'« homme léger et inconséquent », finit par réviser son jugement sur son allié polonais depuis son exil de Sainte-Hélène : « c'était un noble caractère, rempli d'honneur et de bravoure ».
Sur le terrain, Poniatowski fait preuve de réelles qualités militaires. L'historien américain John Elting écrit qu'« en tant que général, il combinait l'enthousiasme et l'expérience », tandis que Nigel de Lee, commentant sa prestation à la bataille de la Moskova, le décrit comme un « chef de corps compétent, vigoureux et obéissant, tout à fait capable de conduire sa formation lors d'une bataille ». Le prince est en outre réputé pour son courage physique et son ardeur au combat, ce qui lui vaut le surnom de « Bayard polonais ». Il est d'ailleurs, avec Lannes et Bessières, l'un des trois maréchaux d'Empire à avoir été tués au combat. Le général Savary, homme de confiance de Napoléon Bonaparte, déclare à son sujet : « on n'était pas plus brave que ce prince ; impétueux, magnanime, plein d'aménité, il fut aussi regretté du parti qu'il servait qu'estimé de celui qu'il avait combattu ».
C'est également un brillant organisateur, aux aptitudes comparables — selon son biographe Askenazy — à celles de l'archiduc Charles ou du général prussien Scharnhorst. Homme consciencieux et dévoué à sa tâche, il s'implique fortement dans tous les aspects de l'administration du duché et étonne ses collaborateurs par ses capacités de jugement ; cependant, il ne sait pas toujours bien s'entourer et manifeste, à diverses reprises, une confiance excessive envers des personnalités peu recommandables à l'instar de son intendant Louis Kamienecki. En outre, certains généraux polonais comme Dombrowski ou Zajączek lui sont ouvertement hostiles et défient parfois son autorité. Cela n'empêche pas le prince d'être extrêmement populaire parmi ses troupes, avec qui il entretient des rapports chaleureux et familiers : au moment de quitter son commandement à l'issue de la guerre russo-polonaise de 1792, il est ainsi acclamé par ses hommes qui lui remettent une adresse collective témoignant de sa valeur et font frapper une médaille commémorative à son effigie.
L'historien britannique Norman Davies dresse de la vie de Poniatowski le bilan suivant :

« Comme bon nombre de ses compatriotes, il avait longtemps hésité avant de se ranger du côté des Français. Pour lui, se mettre au service du régime napoléonien avait exigé un douloureux changement d'orientation et de fidélité. Cela avait impliqué des années de dévotion et d'effusion de sang. Changer une nouvelle fois de loyauté, comme le fit son maître le roi de Saxe, n'était que trop inquiétant pour un homme infiniment las et honnête. Comme le reste de sa génération, il espéra ; se battit ; servit ; et ne trouva le repos que dans une défaite honorable. »

## Décorations
- Légion d'honneur :
  - Officier le 22 juillet 1807

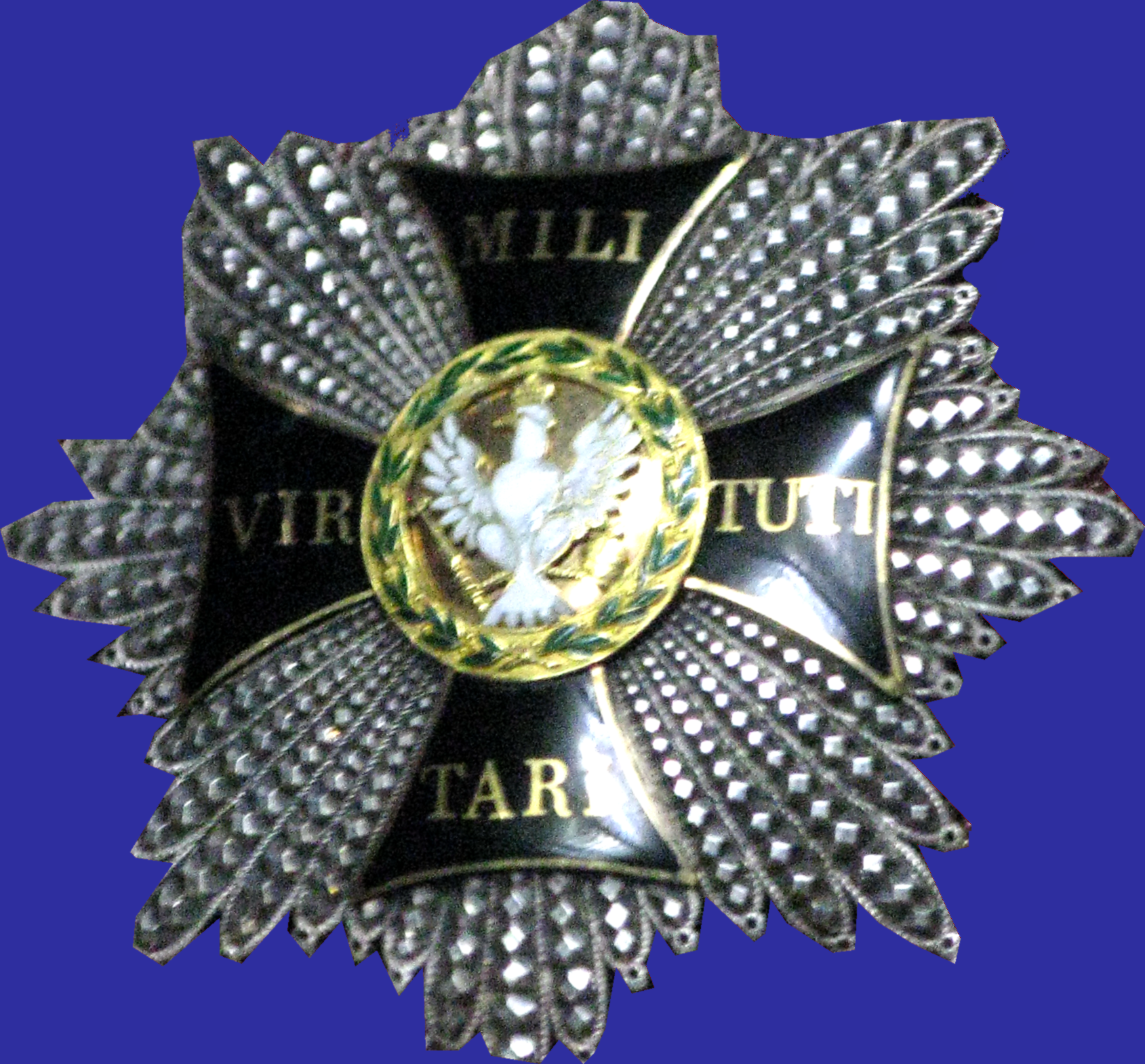
Ordre militaire de Virtuti Militari de Poniatowski.

  - Grand aigle de la Légion d'honneur le 14 juillet 1809
- Ordre de l'Aigle blanc
- Grand croix de la Virtuti Militari
- Ordre de Saint-Stanislas
- Ordre de l'Aigle noir
- Ordre de l'Aigle rouge

## Hommage, honneurs, mentions
- Son buste est exposé dans la galerie des Batailles du château de Versailles ;
- Son nom est gravé sous l'arc de triomphe de l'Étoile (pilier Est) ;
- Son nom a aussi été donné à un des boulevards des Maréchaux de Paris : le boulevard Poniatowski ;
- Sa statue en pied par Philippe Besnard orne la façade du Louvre rue de Rivoli.
- Horace Vernet a peint deux œuvres relatant sa mort. La première, vendue en juin 1816, montre le prince avec une chapska, monté sur un cheval blanc. Le tableau présenté ci-dessus faisait partie de la collection du roi Louis-Philippe. Parmi les personnages secondaires, à droite de la composition, Ledieu grimpe sur l'autre rive et se sauve[76].

## Règlement d'armoiries
| Image | Noms et blasonnement |
| ----- | --- |
|       | Blason du Clan Ciołek |
|       | Joseph-Antoine Poniatowski : D'argent, au bœuf de gueules, sur une terrasse de sinople. (Les armes de Ciolek. Manteau de gueules, frangé d'or, doublé d'hermine, sommé d'une couronne princière). |

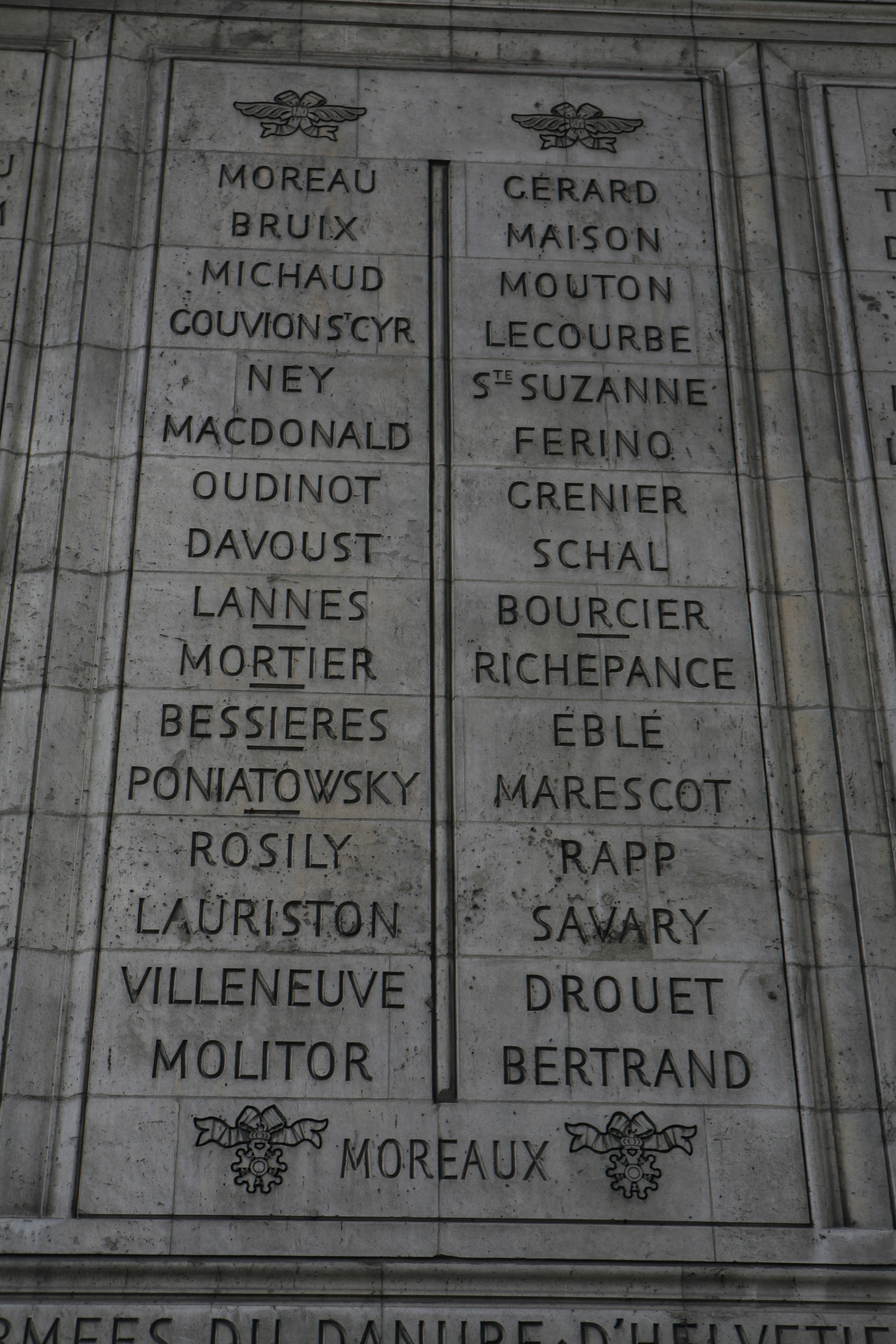
Noms gravés sous l'arc de triomphe de l'Étoile : pilier Est, 13e et 14e colonnes.
Mort du Prince Joseph Poniatowski par Janvier Suchodolski.
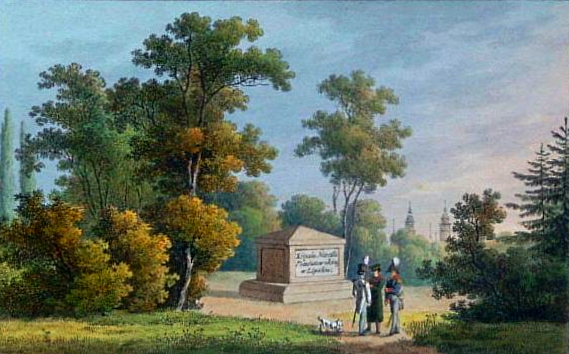
Monument à la gloire de Poniatowski à Leipzig.
Mémorial à la gloire de Poniatowski à Leipzig.